# Erika Suchovská
Erika Suchovská (* 27. Juli 1967 in Hodonín, Tschechoslowakei) ist eine ehemalige tschechische Leichtathletin, die sich auf den Sprint spezialisiert hat. Ihren größten Erfolg feierte sie mit dem Vizehalleneuropameistertitel über 200 Meter 1996 in Stockholm.

## Sportliche Karriere
Erste internationale Erfahrungen sammelte Erika Suchovská vermutlich im Jahr 1994, als sie bei den Europameisterschaften in Helsinki mit 23,34 s im Halbfinale im 200-Meter-Lauf ausschied und mit der tschechischen 4-mal-400-Meter-Staffel in 3:27,95 min den fünften Platz belegte. Im Jahr darauf schied sie bei den Weltmeisterschaften in Göteborg mit 23,13 s in der ersten Runde über 200 Meter aus und 1996 gewann sie bei den Halleneuropameisterschaften in Stockholm in 23,16 s die Silbermedaille hinter der Spanierin Sandra Myers. Im Jahr darauf schied sie bei den Hallenweltmeisterschaften in Paris mit 23,63 s im Semifinale aus und 1998 gelangte sie bei den Europameisterschaften in Budapest mit 23,18 s auf Rang acht. Im Jahr darauf schied sie bei den Hallenweltmeisterschaften in Maebashi mit 23,58 s im Halbfinale aus und 2003 beendete sie ihre aktive sportliche Karriere im Alter von 36 Jahren.
1989 wurde Suchovská tschechoslowakische Meisterin im 100-Meter-Lauf sowie 1989, 1990 und 1992 über 200 Meter. Zudem wurde sie 1992 auch Landesmeisterin in der 4-mal-100-Meter-Staffel. Für Tschechien wurde sie 1994 und 1998 sowie 1999 und 2001 Meisterin im 100-Meter-Lauf sowie 1994 und 1995 auch über 200 Meter. Zudem wurde sie 1993 Landesmeisterin in der 4-mal-100-Meter-Staffel. 1996 wurde sie Hallenmeisterin über 400 Meter sowie 1997 und 1999 über 200 Meter.

## Persönliche Bestleistungen
- 100 Meter: 11,34 s (+2,0 m/s), 28. Juni 1996 in Lissabon
  - 60 Meter (Halle): 7,33 s, 29. Januar 1998 in Ostrava
- 200 Meter: 22,96 s (−0,9 m/s), 28. Juni 1998 in St. Petersburg
  - 200 Meter (Halle): 23,16 s, 10. März 1996 in Stockholm
  - 400 Meter (Halle): 52,08 s, 25. Februar 1996 in Prag